# Saint-Vincent-en-Bresse
Saint-Vincent-en-Bresse é uma comuna francesa na região administrativa de Borgonha-Franco-Condado, no departamento Saône-et-Loire. Estende-se por uma área de 15,56 km². Em 2010 a comuna tinha 580 habitantes (densidade: 37,3 hab./km²).